# Brienz/Brinzauls
Brienz/Brinzauls (tot 1996 officieel in het Duits Brienz; Italiaans (verouderd): Brienzola) is een dorp en voormalige gemeente in het Zwitserse kanton Graubünden, halverwege tussen de Italiaanse grens en Davos, dat op ruim twintig kilometer ten noordoosten van het dorp ligt.
De Duitse naam is Brienz, de Reto-Romaanse is Brinzauls; ook Brienz GR wordt gebruikt, ter onderscheiding van Brienz in het kanton Bern.
Tot de voormalige gemeente behoorde ook de buurtschap Vazerol, die een kilometer westelijker ligt. In 2015 ging deze gemeente op in Albula/Alvra, samen met Alvaneu, Alvaschein, Mon, Stierva, Tiefencastel en Surava.
Het dorp ligt aan de voet van de Piz Linard. De helling boven het dorp en de ondergrond zijn instabiel, wat schade en gevaar oplevert. In mei 2023 werd het dorp preventief ontruimd en in juni stortte een deel van de rotswand in; zowel de gebeurtenis als het gebied kwam bekend te staan als de Brienzer Rutsch. Begin juli mochten de bewoners na deze rotslawine terugkeren. Al zo'n zes jaar tevoren was duidelijk geworden dat er vroeg of laat geëvacueerd zou moeten worden. In 2007 telde Brienz/Brinzauls 114 inwoners, in 2019 nog circa tachtig, in 2023 nog zeventig.

## Geschiedenis en gemeentewapen

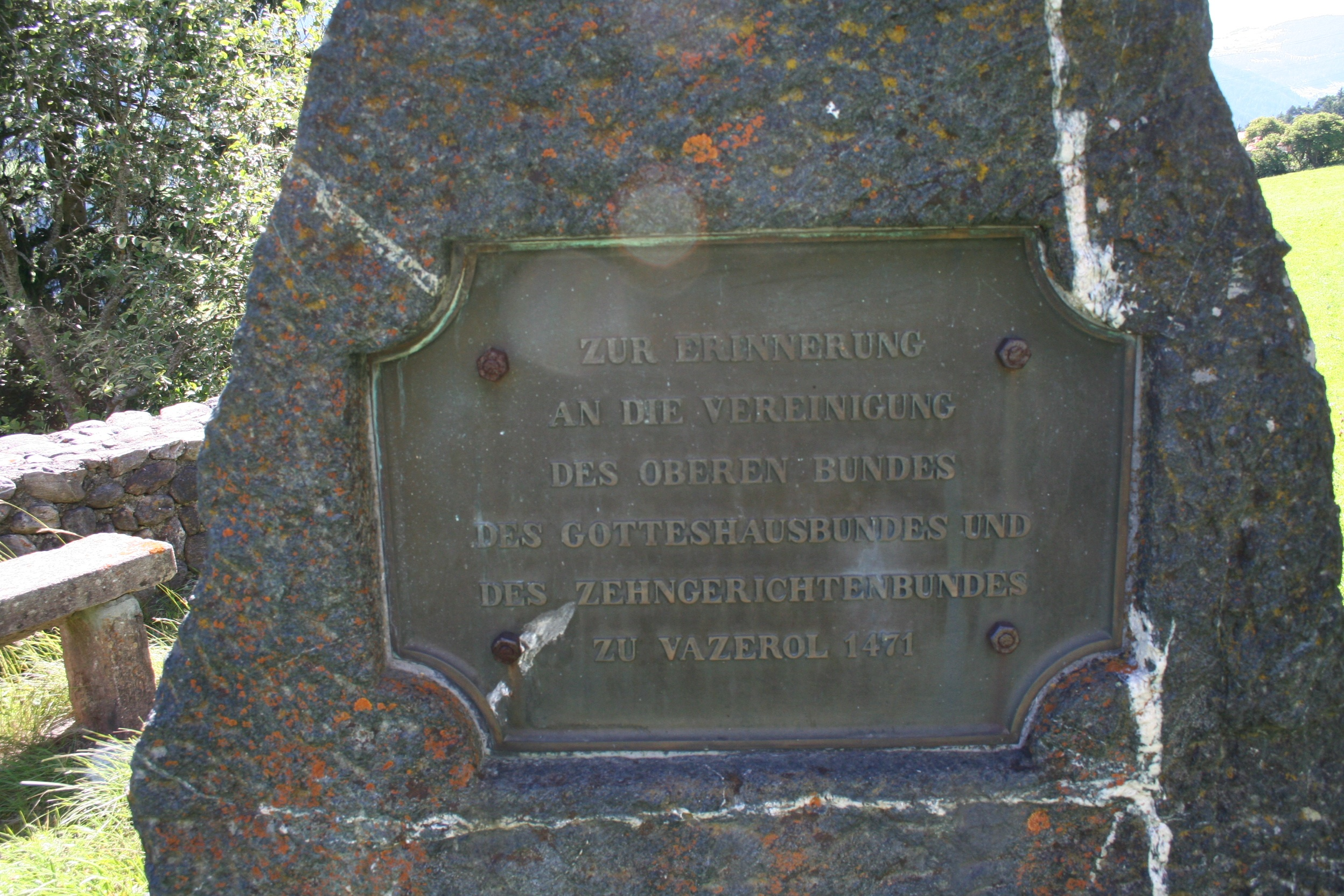
Herdenkingsplaquette voor de vereniging van de Drie Bonden in 1471 bij Vazerol. Het staat echter niet onomstotelijk vast dat deze hier plaatsgevonden heeft.

Het gemeentewapen toont Borromeïsche ringen, die verwijzen naar het feit dat de Drie Bonden hier vergaderingen belegden in de hof Vazerol, mogelijk maar af en toe. De ringen zijn geel op een blauw vlak, in heraldische termen goud en lazuur. De kleuren verwijzen naar de Zehngerichtenbund, de noordelijkste bond van deze 14e en 15e-eeuwse vrijstaat. Het dorp lag aan de zuidgrens van de Zehngerichtenbund.

## Ligging en omgeving
Het dorp ligt op 1144 meter hoogte op een terras in een aardverschuivingsgebied. Het bevindt zich op de noordhelling van het dal van de Albula, op een kleine kilometer van de rivier. De doorgaande wegen en ook de Albulaspoorlijn aan de zuidkant van de rivier volgen overwegend het dal en lopen dus in oost-west-richting. De smalspoorlijn is sinds 2008 een werelderfgoed. Het dorp heeft overigens geen aansluiting op deze lijn; spoorreizigers nemen vanaf Chur de PostAuto.

### Instabiele bodem
In mei 2023 is het dorp ontruimd omdat de zuidflank van de Piz Linard, op ruim tweehonderd meter ten noorden van het dorp, dreigde in te storten. 22 miljoen kubieke meter rots is instabiel en een middendeel, aangeduid als Insel (eiland) schuift steeds sneller naar beneden. Metingen in dit deel van twee miljoen kubieke meter gaven in november 2022 een snelheid van 24 millimeter per dag aan; eind maart 2023 was dat 36 mm en in de eerste week van mei 84 tot meer dan 100 mm per dag. Het onderste deel van het eiland kwam in april zelfs al tot 250 millimeter per dag. In de dagen voor de instorting van 15 mei werd drie tot vijf meter per dag gemeten.
De rotsplaat waarop het dorp gebouwd is, ligt op een honderdvijftig meter dikke laag vervormbaar gesteente en schuift in delen naar de vallei toe, zodat er breuken ontstaan in huizen en wegen. De buurtschap Vazerol ligt buiten het schuivende gebied.
De verschuivingen zijn al sinds de 19e eeuw bekend, maar gaan steeds sneller. Sinds 2017 zijn grote verbouwingen en nieuwbouw verboden. Bij metingen in 2019 bleek dat het dorp een meter per jaar verschoof; geen enkel ander dorp in Zwitserland bewoog zo snel. In augustus 2023, enkele maanden na de Brienzer Rutsch, werd die snelheid ook gemeten, terwijl het daarvoor en daarna soms sneller ging. In de zomer van 2021 en in maart 2024 verschoof het dorpscentrum 1,65 meter op jaarbasis; niet gevaarlijk voor mensen, maar belastend voor huizen, leidingen en straten.
De helling boven het dorp wordt ook na de Brienzer Rutsch nauwgezet geobserveerd. In maart 2024 werden er bovenaan de helling versnelde bewegingen gerapporteerd, met de prognose dat het eerst sneller en later in het jaar langzamer zou worden; het was geen aanleiding voor alarm. De snelheden op verschillende delen van de helling liepen uiteen van 2,7 tot 8,7 meter op jaarbasis.

### Observaties en waarschuwingssystemen
De bewegingen op de berg worden sinds 1930 in de gaten gehouden. Al in 2019 was er een waarschuwingssysteem, zodat bewoners voor een instorting minstens zes uur de tijd zouden hebben om te evacueren. Ook is er een verkeerslichtensysteem dat op de doorgaande weg vanuit Vazerol door Brienz/Brinzauls automatisch rood licht geeft als er vallend gesteente dreigt.
De gemeente hanteert kleurcodes voor vijf risicoschattingen:
- Groen: geen direct gevaar
- Geel: riskante gebeurtenis mogelijk binnen drie tot zes weken; bewoners moeten voorbereid zijn op evacuatie
- Oranje: riskante gebeurtenis mogelijk binnen een tot drie weken; bewoners moeten binnen drie dagen kunnen vertrekken
- Rood: riskante gebeurtenis mogelijk binnen een week; het dorp wordt ontruimd
- Blauw: riskante gebeurtenis is aanstaande; ook doorgaande wegen en de Albulaspoorlijn worden afgesloten, met hinder voor verkeer in en buiten de regio.

## 2023: Maatregelen en rotslawine

### Scenario's
Geologen verwachtten een gedeeltelijke instorting van de wand en hielden rekening met drie scenario's:
- Een beperkte bergstorting (Felssturz; rotsval); de kans daarop wordt op zestig procent geschat. Hierbij kunnen enkele duizenden kubieke meters rots in het dorp terecht komen.
- Een verschuiving van voornamelijk kleiner materiaal (Schrott), zoals gruis, stenen en kleine rotsblokken; de kans zou dertig procent zijn.
- Een grote bergstorting (Bergsturz; bergval); de kans is tien procent, maar als dit zich voordoet is enorme schade te verwachten.

In alle scenario's zou Brienz/Brinzauls getroffen worden.
Vanwege de grote hoeveelheid instabiel materiaal werd de situatie in Zwitserse media op voorhand vergeleken met de bergstorting van Bondo. In het Zwitserse dorp Bondo stortte in 2017 drie miljoen m³ gesteente naar beneden.

### Evacuatie en maatregelen
Overnachten in het dorp zou vanaf de nacht van 12 op 13 mei 2023 verboden worden, maar nog op de avond van 12 mei werd de alarmfase verhoogd naar rood en werd het dorp volledig afgesloten. Mensen en huisdieren werden geëvacueerd. Het was niet bekend of de bewoners konden terugkeren.
Een maand na de evacuatie, op 13 juni, werd de risicoschatting verhoogd omdat in de rotswand boven het dorp verschuivingen van drie tot vijf meter per dag gemeten waren. Op 15 juni kwam net voor middernacht twee derde van het losse gesteente van de Insel naar beneden, waarbij een diepe vore in de rotswand ontstond. Deze rotslawine heeft de weg naar Lenzerheide bedolven en vernield en heeft een steile helling gevormd op enkele meters van de dorpsbebouwing, maar het dorp zelf heeft geen zichtbare schade. Er werd onderzocht of het dorp nog acuut gevaar liep. Het tracé Tiefencastel-Filisur van de Albulaspoorlijn, met het bekende Landwasserviaduct, werd afgesloten omdat er rotsblokken op zouden kunnen liggen. Ook de doorgaande weg van Tiefencastel naar Surava werd afgesloten, maar is op 16 juni weer vrijgegeven. Ook de Albulapas moest dicht, zodat de Ronde van Zwitserland ingekort werd: de zesde etappe zou in Chur starten in plaats van La Punt. Later werd deze etappe echter nog verder ingekort en geneutraliseerd vanwege het overlijden van Gino Mäder na een val in de vijfde etappe.

### Vrijgave
Op 3 juli 2023 konden bewoners terugkeren. Een dag later werd het gebied vrijgegeven voor bezoekers en luchtverkeer. Het verboden gebied, dat dalwaarts tot aan de spoorlijn reikte, werd beperkt tot de helling boven Brienz/Brinzauls en Vazerol. Enkele wegen bleven afgesloten of werden beperkt tot plaatselijk gebruik. De alarmfase ging van oranje naar geel. Niet naar groen, want gemeente hield rekening met nieuwe evacuaties binnen enkele weken; die bleken echter niet nodig.

## Foto's

Het verschuivingsgebied van de Piz Linard. Brienz/Brinzauls ligt net buiten beeld, onder de foto.

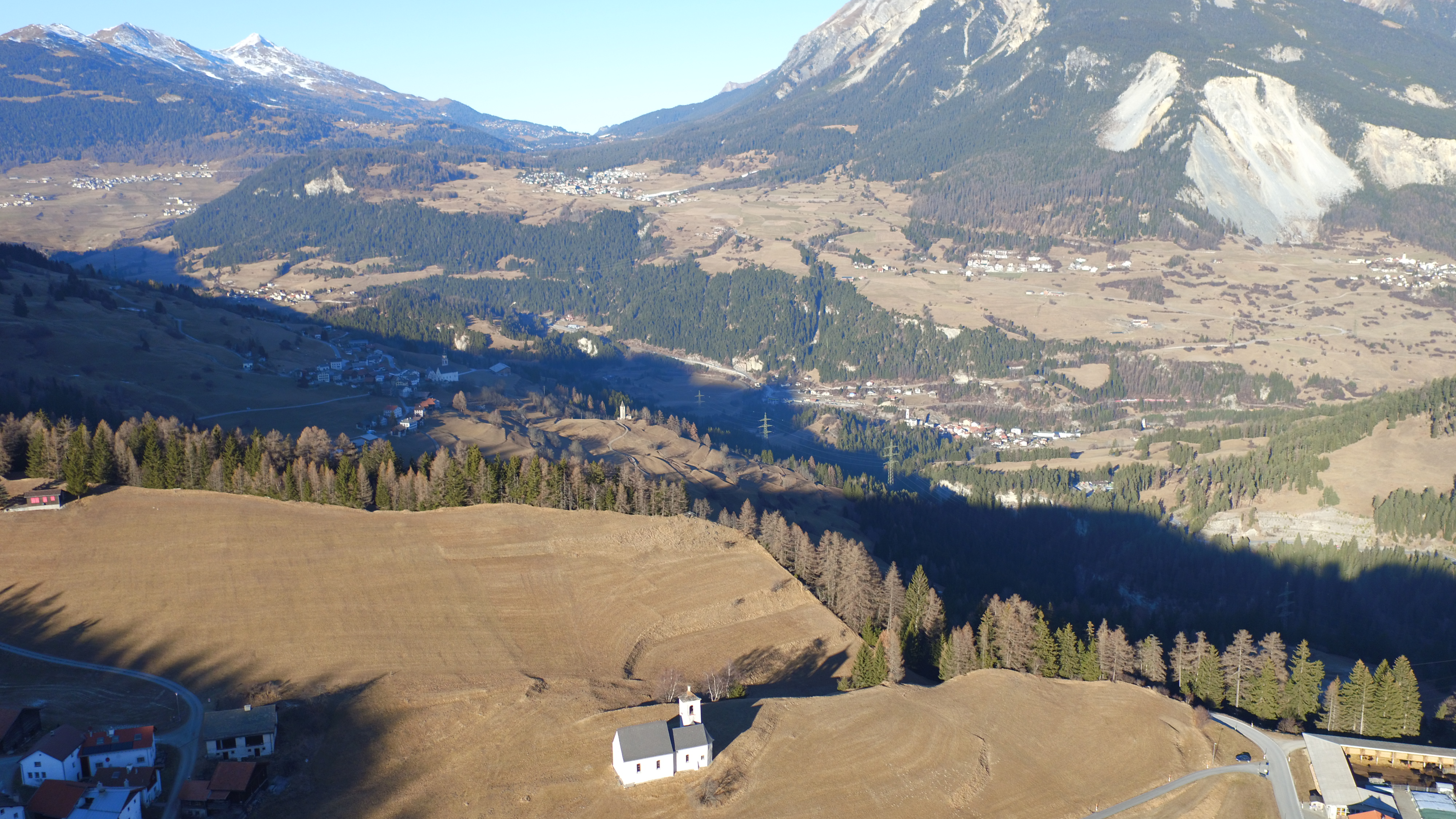
Overzicht van het dal van de Albula, december 2016. Rechtsboven Brienz/Brinzauls, daarnaast Vazerol. Ook andere dorpen van de huidige gemeente zijn zichtbaar. Op de voorgrond het kerkje Son Roc bij Del.
Klik om op de vergroting de namen van de dorpen te zien via een mouse-over.

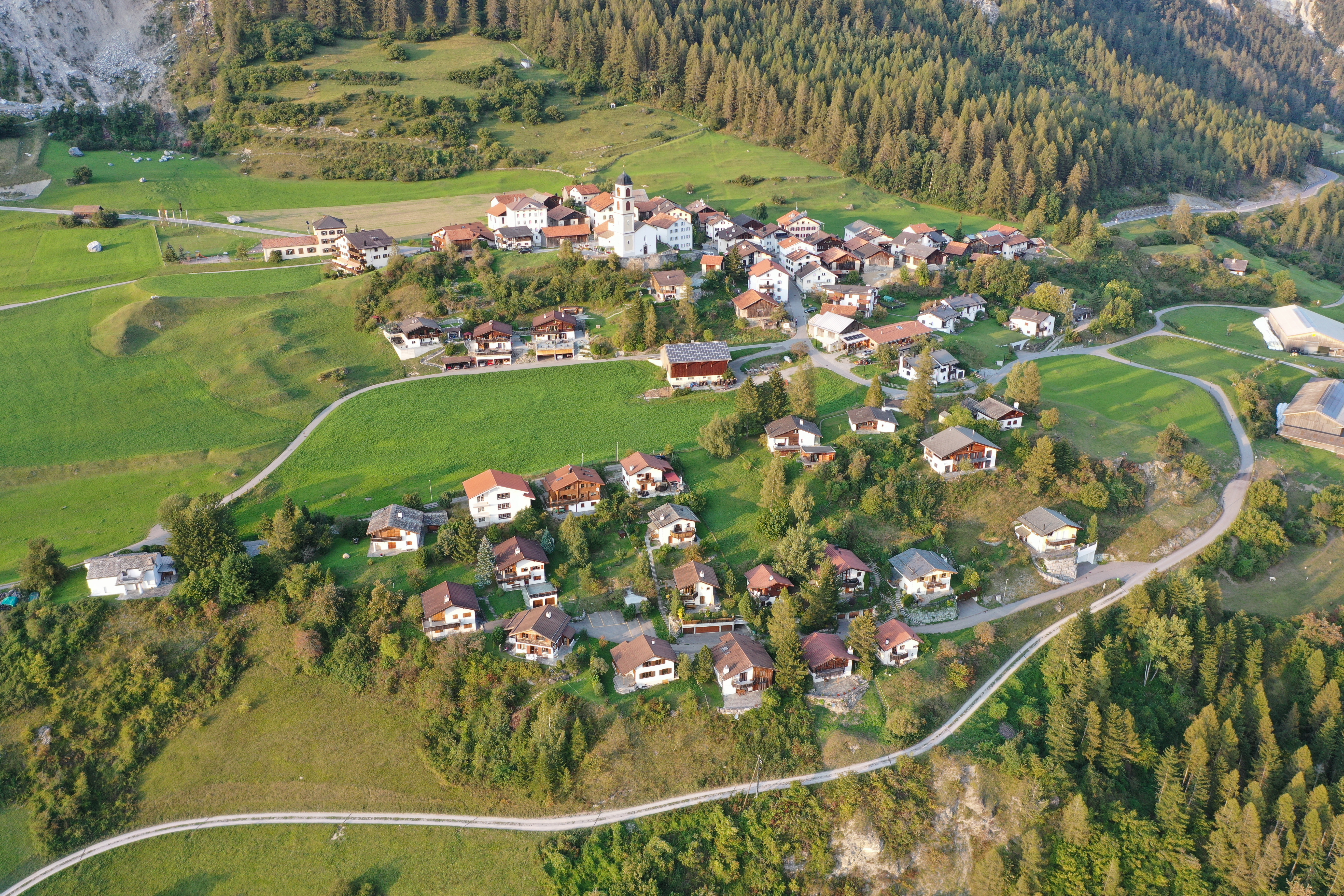
Brienz in 2020. Linksboven is het onderste deel van de instabiele helling te zien. Door de rotslawine in juni 2023 ontstond een steile hoop los gesteente tot vlak bij het gebouw links op de achtergrond.